# Бруун, Карстен (спортивный стрелок)
Карстен Бруун (7 ноября 1868, Тёнсберг, Эстланд — 16 июля 1951) — норвежский спортивный стрелок, военный офицер, бизнесмен. Участник Олимпийских Игр 1912 года.
В возрасте 43 лет занял 28-е место в стендовой стрельбе на Олимпийских играх 1912 года.
Майор пехоты норвежской армии и занимал пост главного исполнительного директора Elektricitets-Aktieselskabet AEG, норвежского филиала немецкой компании Allgemeine Elektricitäts-Gesellschaft (AEG).
За свои достижения он был удостоен звания кавалера Королевского норвежского ордена Святого Олафа.